# Johan Wulf (målare)
Johan Wulf var en svensk målare verksam under 1600-talets senare del. 
Det finns få uppgifter om Wulfs härkomst och utbildning, men man antar att han är identisk med den musiker och konstnär som på 1670-talet var anställd av Magnus Gabriel De la Gardie. Som konstnär tillhörde han kretsen runt Ehrenstrahl och var vid 1680-talets slut De la Gardies siste hovmålare. Han började som Johan Hammers medhjälpare vid utförandet av en serie bataljmålningar på Läckö slott på 1670-talet han arbetade för De la Gardie på Kägleholm 1682–1683 och 1684–1686 utförde han en serie porträtt av berömda forskare och humanister som De la Gardie senare donerade till Uppsala universitet. I den svit med ett 20-tal porträtt som De la Gardie skänkte till universitetet kan man inte avgöra vilka som är målade av Wulf eftersom de inte är signerade men man antar att de hantverksmässigt bästa målningarna är kopierade i Nederländerna och inte heller de allra sämsta som är utförda av en målare med lägre rang i den De la Gardieska kretsen. På 1680-talet utförde han porträtt av O. Verelius, Johannes Rudbeckius och dennes söner samt efter förlagor från Kungliga biblioteket porträtt av Gassendius och Cartesius. Hans sista kända arbete är tre stycken målade pannåer på altaruppsatsen i Ovansjö kyrka i Gästrikland, dessa är målade omkring 1690 samtidigt som altaruppsatsen skulpterades i Stockholm.   